# Barra do Corda
Barra do Corda is een gemeente in de Braziliaanse deelstaat Maranhão. De gemeente telt 86.662 inwoners (schatting 2016).

## Geboren
- Galeno (21 oktober 1997), voetballer

## Klimaat
De Barra do Corda klimaat is geclassificeerd als Tropical Aw volgens het klimaat classificatie Köppen. Possui warme en regenachtige zomers zijn mild, droge winters. De gemiddelde neerslag in Barra do Corda is 1 122,5 mm jaarlijkse, met Concentrated regens tussen oktober en april, de natste maand is maart met (218,9 mm) en de droogste maand is juli met (7,8 mm ) .De volle zon is 2 177,2.O warmste maand oktober, wanneer de gemiddelde temperatuur is 27,4, en de koudste maand is juli, toen het gemiddelde is 24,4, wanneer de temperaturen beneden 15 °C

Volgens het Nationaal Instituut voor Meteorologie (INMET), 1961-2016 de laagste temperatuur die in Barra do Corda bedroeg 10,2 °C op 4 augustus 1966, en de meeste bereikte 40,9 °C op 23 september 1962. De hoogste totale neerslag in 24 uur was 198,4 mm op 14 november 1971. gecumuleerde niet groot waren 138,6 mm op 8 december 1988 126,5 mm op 19 februari 2007 126,4 mm op 28 december 2001 en 122,8 mm op 24 december 1999. in april 1985 werd zij daarbij de hoogste totale neerslag in een maand, van 603,8 mm. Het lager vochtgehalte van de lucht werd op de middag van 14 september 1981, slechts 17%.
| Maand                  | jan | feb | mrt | apr | mei | jun | jul | aug | sep | okt | nov | dec | Jaar  |
| ---------------------- | --- | --- | --- | --- | --- | --- | --- | --- | --- | --- | --- | --- | ----- |
| Hoogste maximum (°C)   | 37  | 35  | 35  | 34  | 35  | 36  | 37  | 39  | 40  | 40  | 39  | 40  | 40    |
| Gemiddeld maximum (°C) | 30  | 30  | 30  | 30  | 30  | 31  | 32  | 33  | 34  | 33  | 33  | 31  | 31,4  |
| Gemiddeld minimum (°C) | 21  | 21  | 21  | 21  | 20  | 19  | 18  | 19  | 21  | 22  | 22  | 21  | 20,5  |
| Laagste minimum (°C)   | 18  | 18  | 18  | 18  | 15  | 12  | 12  | 10  | 13  | 14  | 16  | 18  | 10    |
|                        |     |     |     |     |     |     |     |     |     |     |     |     |       |
| Neerslag (mm)          | 179 | 199 | 236 | 187 | 69  | 16  | 6   | 12  | 17  | 37  | 75  | 138 | 1.171 |